# Iwan Fals
Iwan Fals, właśc. Virgiawan Listanto (ur. 3 września 1961 w Dżakarcie) – indonezyjski piosenkarz i autor tekstów. W swojej twórczości porusza problematykę społeczną i polityczną.

## Życiorys
Urodził się 3 września 1961 r. w Dżakarcie. Kształcił się w SMP Negeri 5 Bandung i SMAK BPK Bandung. Studiował w Sekolah Tinggi Publisistik, a następnie w Institut Kesenian Jakarta. W wieku 13 lat zaczął występować jako muzyk uliczny na niewielkich ceremoniach ślubnych i innych imprezach towarzyskich.
W wieku 18 lat Iwan Fals, Toto Gunarto, Helmi i Bambang Bule założyli zespół o nazwie Amburadul. W 1979 r. grupa wydała album zatytułowany Perjalanan. W 1981 r. Iwan Fals podpisał kontrakt z Musica Studios w celu nagrania swojego pierwszego albumu solowego pt. Sarjana Muda. W kwietniu 1984 r. został aresztowany po wykonaniu utworów „Demokrasi Nasi” i „Mbak Tini”. W 1989 r. założył zespół Swami, który wydał dwa albumy (Swami I oraz Swami II). Należał także do grupy Kantata Takwa.
Jego fonografia obejmuje ponad 35 albumów.

## Dyskografia
- Perjalanan (1979)
- Canda Dalam Nada (1979)
- Canda Dalam Ronda (1980)
- 3 Bulan (1980)
- Sarjana Muda (1981)
- Opini (1982)
- Sumbang (1983)
- Barang Antik (1984)
- Sugali (1984)
- Kelompok Penyanyi Jalanan (1985)
- Sore Tugu Pancoran (1985)
- Aku Sayang Kamu (1986)
- Ethiopia (1986)
- Lancar (1987)
- Wakil Rakyat (1987)
- 1910 (1988)
- Kemesraan (1988)
- Mata Dewa (1989)
- Swami I (1989)
- Kantata Takwa (1990)
- Cikal (1991)
- Swami II (1991)
- Belum Ada Judul (1992)
- Hijau (1992)
- Dalbo (1993)
- Anak Wayang (1994)
- Orang Gila (1994)
- Kantata Samsara (1998)
- Suara Hati (2002)
- In Collaboration with (2003)
- Manusia Setengah Dewa (2004)
- In Love (2005)
- 50:50 (2007)
- Untukmu Terkasih (2009)
- Keseimbangan (2010)
- Tergila-gila (2011)
- Raya (2013)